# Pogonocherus pilosipes
Pogonocherus pilosipes là một loài bọ cánh cứng trong họ Cerambycidae.